# Alexandra Ivanova (Konzertpianistin)
Alexandra Ivanova (* um 1984 am Baikalsee, Oblast Irkutsk) ist eine russische Konzertpianistin, die vor allem als Cembalistin und am Hammerklavier auftritt.

## Leben und Wirken
Ivanova erhielt bereits im Alter von fünf Jahren ersten Klavierunterricht von ihrer Mutter, dem eine klassische Ausbildung folgte. Sie debütierte mit acht Jahren mit Mozarts Klavierkonzert in F-Dur (KV 37) mit dem Sinfonieorchester von Irkutsk. 2002 schloss sie ihre Ausbildung an der Zentralen Musikschule Moskau mit Hauptfach Klavier bei Alexander Mndoyants ab. Zwischen 2002 und 2007 studierte sie am Moskauer Konservatorium Klavier, Historische Tasteninstrumente und Kammermusik bei Yuri Martynov, Olga Martynova und Vjatscheslav Poprugin; ihr Konzertdiplom absolvierte sie mit Auszeichnung und begann dann ein Aufbaustudium am Moskauer Konservatorium bei Alexei Ljubimow; parallel dazu begann sie ein Masterstudium an der Schola Cantorum Basiliensis bei Jesper Cristensen sowie bei Rudolf Lutz, das sie 2012 abschloss. 
Ivanova trat am Cembalo, Hammerklavier und Konzertflügel regelmäßig in Europa und Russland auf. Ihr Repertoire umfasst Musik aus mehr als vier Jahrhunderten, vom Frühbarock bis zu Werken der Neuen Musik, etwa von Anita Mieze. Als Solistin trat sie ebenso wie auch als Kammermusikerin und Continuospielerin in verschiedenen Ensembles auf. Sie nahm für Hörfunkproduktionen in Russland, Italien, Deutschland und der Schweiz auf. Gemeinsam mit Anaïs Chen entstand 2018 ein Album mit Interpretationen der sechs Sonaten für Violine und Cembalo, BWV 1014–1019 von Johann Sebastian Bach. Unter ihrem eigenen Namen veröffentlichte sie 2021 bei Genuin ihr Debütalbum Sentiment mit Cembalo-Werken von Jacques Duphly, Jean-Philippe Rameau und weiteren Komponisten.